# Вицоло Предабиси
Вицоло Предабиси (итал. Vizzolo Predabissi) је насеље у Италији у округу Милано, региону Ломбардија.
Према процени из 2011. у насељу је живело 3118 становника. Насеље се налази на надморској висини од 90 м.

## Становништво
| 1931. | 1936. | 1951. | 1961. | 1971. | 1981. | 1991. | 2001. | 2011. |
| ----- | ----- | ----- | ----- | ----- | ----- | ----- | ----- | ----- |
| 775   | 693   | 867   | 1.014 | 1.149 | 1.648 | 3.958 | 4.023 | 4.045 |